# Djibrilla Moussa Bonkano
Djibrilla Moussa Bonkano (ur. 19 kwietnia 1991 w Niamey) – piłkarz nigerski grający na pozycji obrońcy.

## Kariera klubowa
Karierę piłkarską Moussa rozpoczął w klubie AS FAN ze stolicy kraju, Niamey. W 2009 roku zadebiutował w jego barwach w pierwszej lidze nigerskiej. Wywalczył z nim mistrzostwo Nigru w sezonie 2010 oraz zdobył dwa Puchary Nigru w sezonach 2009 i 2010. W 2011 roku przeszedł do AS GNN. Grał w nim do 2018. W sezonie 2013/2014 wywalczył z nim mistrzostwo kraju, a w sezonie 2017/2018 sięgnął z nim po puchar kraju.

## Kariera reprezentacyjna
W reprezentacji Nigru Moussa zadebiutował 4 września 2010 roku w przegranym 0:2 meczu kwalifikacji do Pucharu Narodów Afryki 2012, rozegranym w Mbombeli. W 2012 roku został powołany do kadry na Puchar Narodów Afryki 2012. Nie rozegrał w nim żadnego meczu. Od 2010 do 2011 wystąpił w kadrze narodowej 5 razy.